# British Bankers' Association
British Bankers Association (BBA) sont des syndicats professionnels qui regroupe le secteur de la finance britannique. Il représente 250 membres. La BBA assure un rôle de régulation du système bancaire et financière britannique. Avant le scandale du Libor, BBA avait pour rôle de gouvernement de celui-ci. Après ce scandale, le Libor est géré par NYSE Euronext.